# 디지캐럿의 에피소드 목록
다음은 디지캐럿의 에피소드 목록이다.

## 방영 에피소드 목록
1. 데지코는 여기에 있어
2. 나를 라비엔 로즈라고 불러
3. 무서운 가게?
4. 이것은 도대체 뭐야?
5. 미스터 론게
6. 부키미 부
7. 게마 게마 푸슈
8. 빔은 나오지 않을꺼야...
9. 로맨틱한 방식으로
10. 사기꾼 데지코가 나타나다!
11. 호카호카 라이스 뇨
12. 괴물과 물건이 나타나다!
13. 나는 레타 뇨야
14. 아바렌보가 마을로 오다
15. 밤 파티
16. 우사다가 폭발하다